# Säisaari
Säisaari, nordsamiska: Säđisuálui, är en ö i Finland. Den ligger sjön Enare träsk och  i kommunen Enare  i den ekonomiska regionen Norra Lappland och landskapet Lappland, i den norra delen av landet, 1 000 km norr om huvudstaden Helsingfors. Öns area är 18,3 hektar och dess största längd är 0,6 kilometer i nord-sydlig riktning.